# Borgo (rione de Roma)

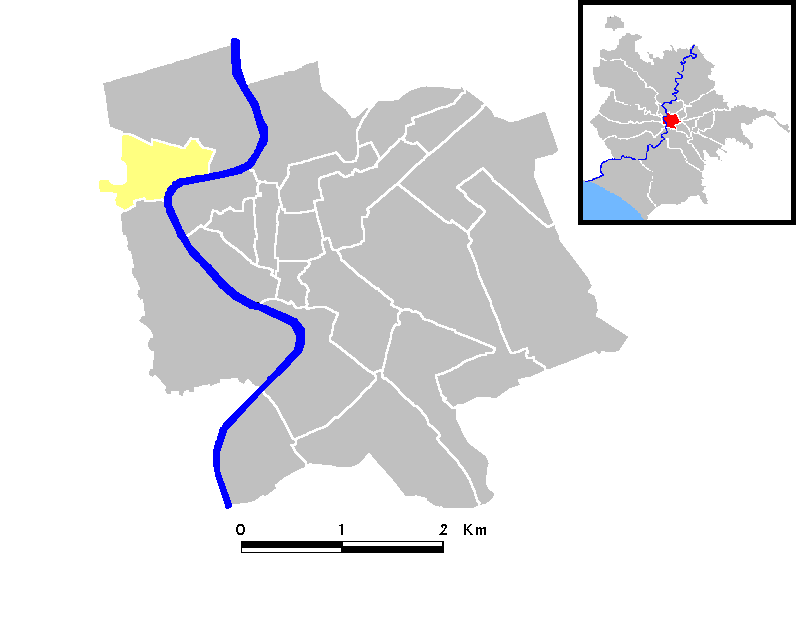
Mapa do Rione XIV - Borgo.

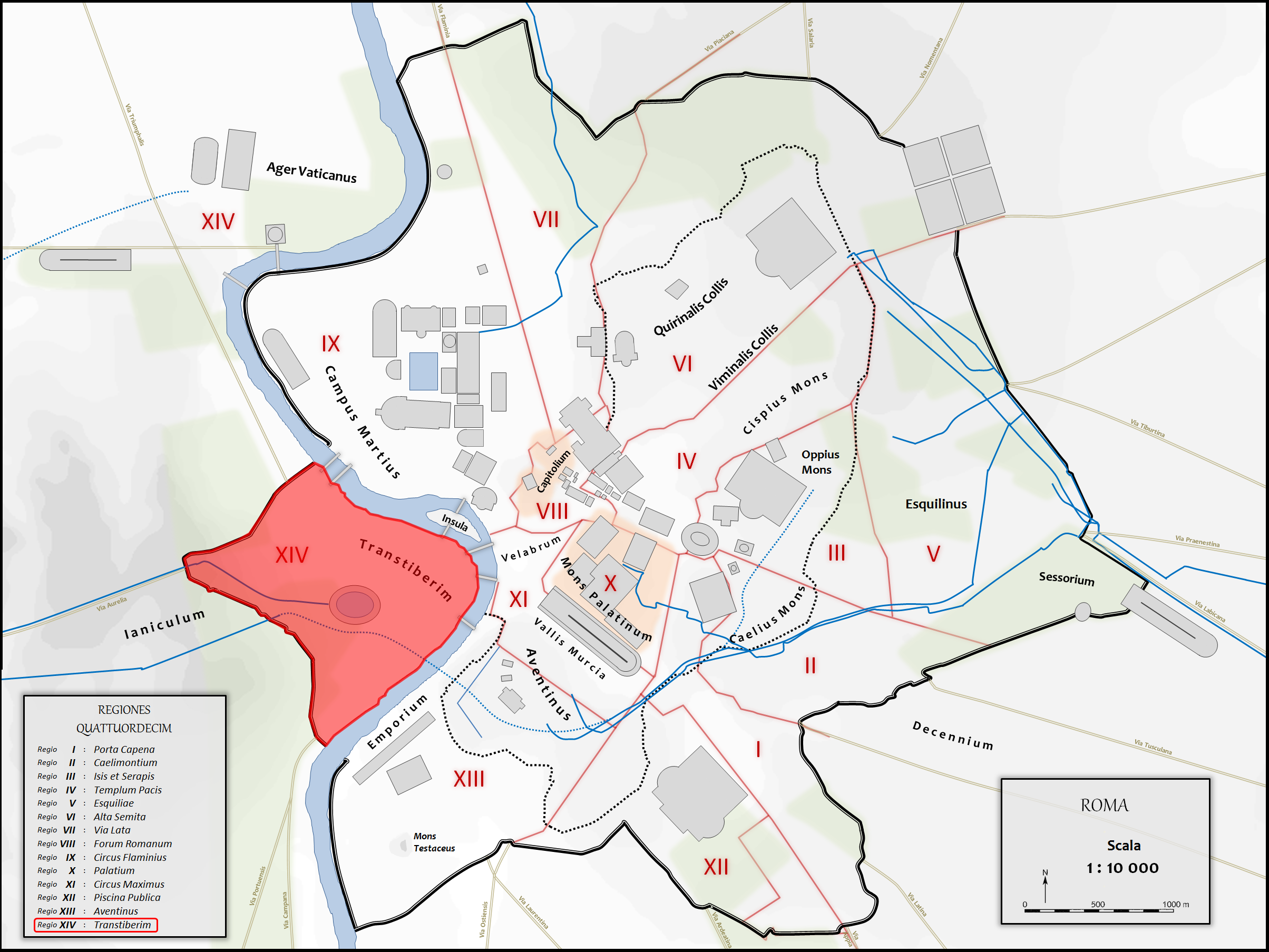
Mapa da Região XIV - Transtiberim, uma das 14 regiões da Roma de Augusto.

Borgo, chamado também de I Borghi, é um dos vinte e dois riones de Roma, oficialmente numerado como Rione XIV, localizado no Município I, na margem ocidental do Tibre. Com o formato trapezoidal, o Borgo faz fronteira com o Vaticano (a Praça de São Pedro) para o oeste, com o Tibre a leste, o rione Prati para o norte, o quartiere Aurelio para o sudoeste e o rione Trastevere para o sul.
Seu território está inclui uma região plana, composta de depósitos aluviais do Tibre, e outra montanhosa, sobre as encostas cobertas de terra do monte Vaticano. Em termos administrativos, o Borgo, depois de um decreto de 2013, passou a fazer parte do Município I, vindo do Município XVII juntamente com o rione Prati e os quartieri Trionfale e Della Vittoria (em volta da Piazza Mazzini).
As principais vias correm no sentido leste-oeste e, com a notável exceção da Via della Conciliazione, não são chamadas de "Via", mas de "Borghi". Embora fortemente alterado na primeira metade do século XX, o Borgo mantém sua importância histórica como porta de entrada para a Basílica de São Pedro e o Palácio Apostólico.

## História

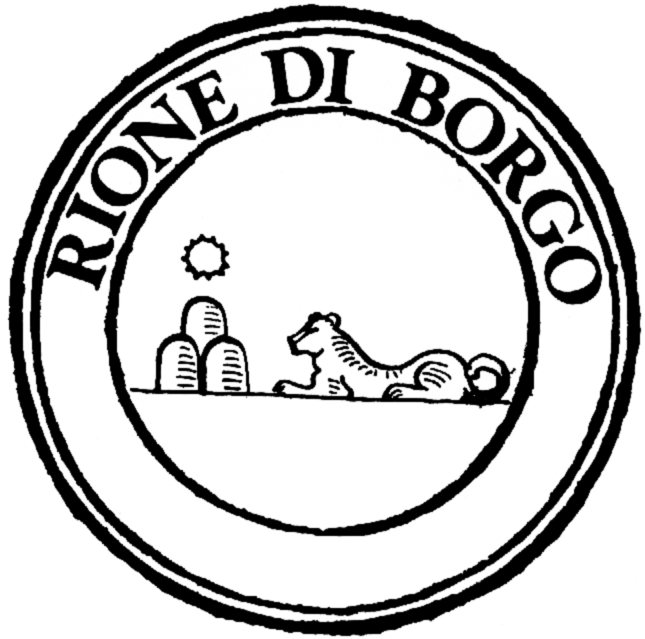
Brasão de Borgo: um leão (uma referência à Cidade Leonina, que fica no rione) em frente de um monte com três cumes e uma estrela, símbolos que, juntamente com o leão empinado, fazem parte do brasão do Papa Sisto V, que anexou o Borgo como décimo-quarto rione de Roma.

### Época Romana: Campo do Vaticano
No período romano, o território do Borgo era parte do Região XIV - Transtiberim, uma das 14 regiões da Roma de Augusto, e era chamado de Campo do Vaticano (Ager Vaticanus) por causa dos augúrios (em latim: vaticinii) que eram realizados ali pelos áugures etruscos. Como ele ficava do lado de fora do Pomério (a fronteira religiosa da cidade dentro da qual era proibido realizar sepultamentos) e era infestado pela malária, a região era utilizada como cemitério. Alguns túmulos eram enormes, incluindo o chamado Terebinto de Nero (Terebinthus Neronis), um túmulo redondo encimado por uma torre estreita e a "Meta Romuli", pirâmide similar à Pirâmide de Céstio, ainda em pé perto da Porta San Paolo, demolida em 1499.
No sopé do monte Vaticano, duas estradas romanas começavam: a Via Cornélia, que se juntava à Via Aurélia perto de Tarquínia e a Via Triunfal (Via Triumphalis), que se juntava à Via Cássia alguns quilômetros para o norte.
No começo da era imperial, magníficas  villas e jardins (horti), como a de Agripina, a Velha, esposa de Germânico e mãe de Calígula (Horti Agrippinae), e a de Domícia Longina, esposa de Domiciano (Horti Domitiae), foram construídas perto da encosta do Janículo e do Vaticano.
O imperador Caio Calígula construiu no Vaticano um circo, o Circo Gaiano (Circus Gaianus), ampliado depois por Nero e rebatizado de Circo de Nero (Circus Neronis). O obelisco no centro da Praça de São Pedro ficava antes no meio (na spina) deste circo, que era ligado à cidade através de um pórtico. Nero também substituiu a ponte de madeira da Via Triunfal por uma ponte de alvenaria, cujas ruínas ainda podem ser vistas no fundo do Tibre durante períodos de baixo fluxo), a Ponte Neroniana (Pons Neronianus) ou Triunfal (Triumphalis). O imperador Adriano construiu, na margem do Tibre, seu enorme mausoléu, que ele ligou à margem esquerda do rio com outra ponte, a Ponte Élio (moderna Ponte de Santo Ângelo).
Porém, o evento que mudaria para sempre o destino do local foi o martírio de São Pedro no sopé do monte Vaticano em 67, durante a primeira perseguição aos cristãos. O santo foi enterrado nas proximidades, o que fez do Vaticano um local de peregrinação. Sobre o túmulo, o papa Anacleto construiu um oratório, que, em 324, o imperador romano Constantino I transformou em uma enorme basílica. Esta igreja, conhecida hoje como Antiga Basílica de São Pedro, logo tornar-se-ia, até sua demolição no século XVI para a construção da Basílica de São Pedro moderna, um dos centros do cristianismo mundial.

### Idade Média: Cidade Leonina

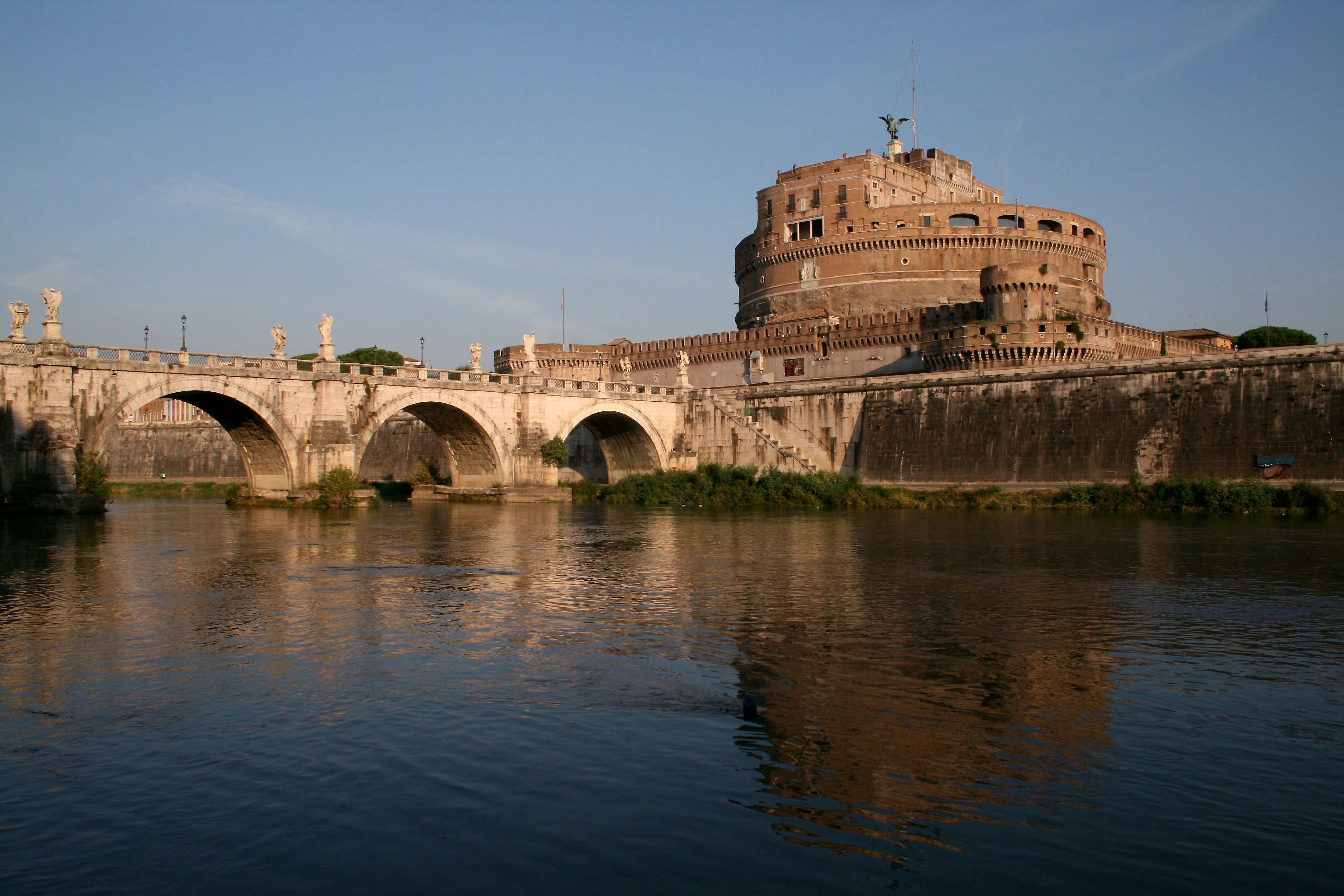
O Castelo de Santo Ângelo e a Ponte de Santo Ângelo. O castelo, construído sobre o Mausoléu de Adriano, dominava a entrada para a margem direita do Tibre e o acesso à Basílica de São Pedro.

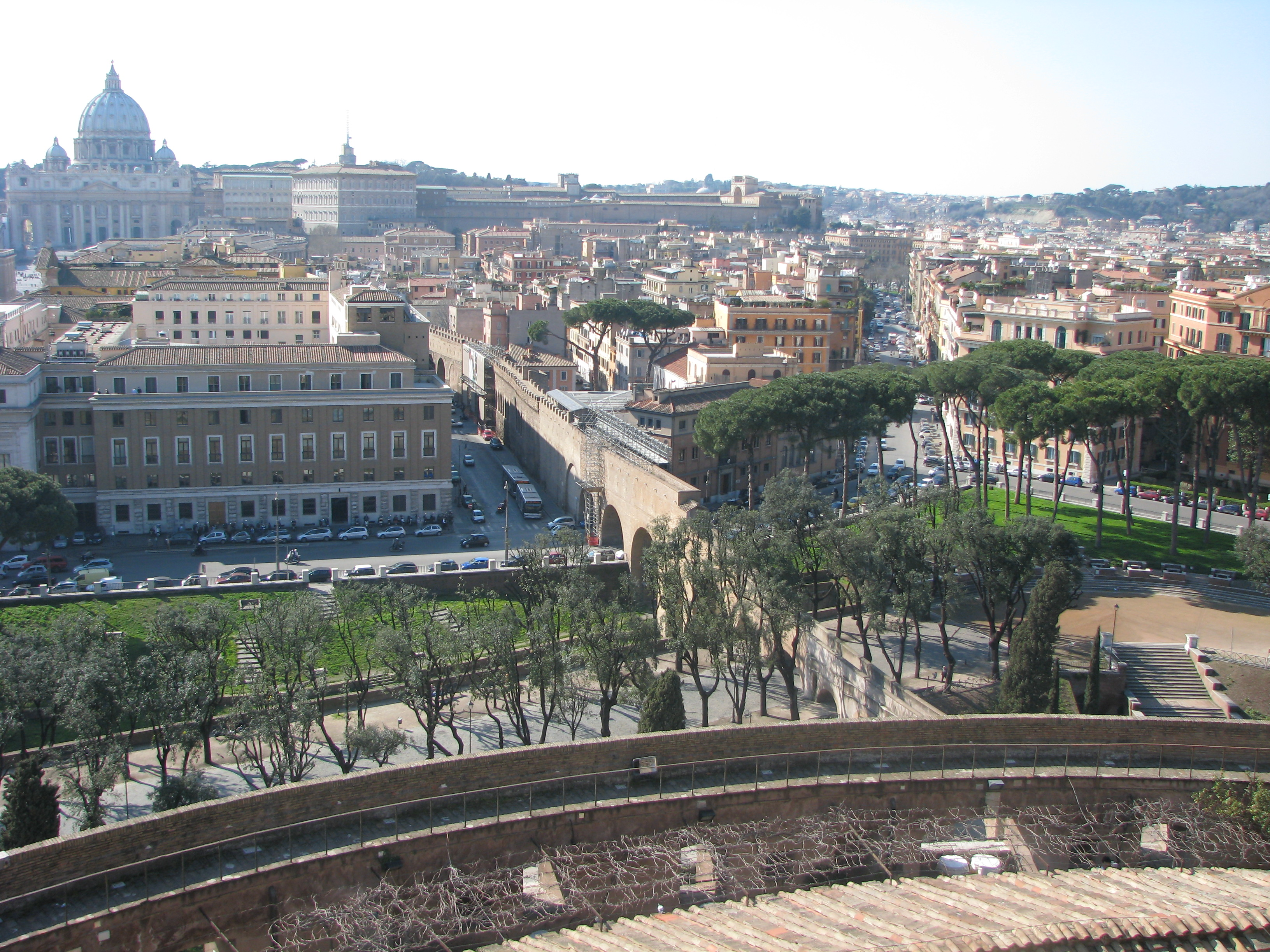
O Passetto visto do Castelo. Trata-se de um caminho coberto que corre por cima de um trecho da muralha ligando a Basílica de São Pedro ao castelo para permitir aos papas uma chance de fugir em caso de ataque. Foi utilizado, entre outras vezes, durante o saque de Roma em 1527.

Na Alta Idade Média, a Ponte de Nero ruiu e o Mausoléu de Adriano foi convertido numa fortaleza, o Castelo de Santo Ângelo, que garantia o controle da cidade. Apesar das guerras e invasões que afligiram Roma na época, uma multidão de peregrinos vinha visitar o túmulo do apóstolo Pedro. Os peregrinos de mesma nacionalidade se juntavam em associações conhecidas como Scholae ("escolas"), cuja tarefa era receber e ajudar homens e mulheres de seus países chegando em Roma. As mais famosas era as scholae dos francos, saxões, frísios e lombardos; cada uma delas contava com seu próprio hospício e igreja. Uma das primeiras, a Schola Saxonum, foi construída no século VIII pelo rei saxão Ine de Wessex e seu hospício evoluiu continuamente até o moderno Hospital do Santo Spirito, um dos maiores e mais antigos hospitais de Roma, fundado pelo papa Inocêncio III em 1198. Perto do hospital está a igreja Santo Spirito in Sassia. Peregrinos alemães batizaram a região à volta de sua schola de "Burg" ("cidade fortificada"), um termo que, italianizado, deu origem ao nome do rione e da região, "Borgo".
Como estava fora da Muralha Aureliana, o Borgo sempre foi vulnerável a ataques. Entre os séculos VIII e IX, o rione — e a basílica — foi saqueado diversas vezes pelos sarracenos, que desembarcavam em Porto, e devastado por incêndios: o de 847 foi imortalizado por Rafael num afresco pintado nas Salas de Rafael, no Palácio Apostólico.
Finalmente, o papa Leão IV construiu uma muralha que ainda leva seu nome: Muralha Leonina. Em 27 de junho de 852, o papa, acompanhado do clero e do povo, começou a obra andando descalço pelo circuito da nova muralha. Então, para aumentar a população, o papa assentou diversas famílias corsas no Borgo. Desde esta época, o rione deixou de ser considerado parte de Roma e ganhou o nome de Cidade Leonina (Civitas Leonina), com seus próprios magistrados e governador. Foi apenas em 1586, no reinado do papa Sisto V, que o Borgo, o décimo-quarto rione de Roma, tornou-se novamente parte de Roma. A Muralha Leonina, que incorporou uma outra mais antiga, construída pelo rei ostrogótico Tótila (r. 541–552) durante a Guerra Gótica ainda existe entre o Vaticano e o Castelo de Santo Ângelo, trecho no qual recebe o nome de Passetto por causa da passagem coberta sobre ela que podia ser utilizada — e foi diversas vezes — pelo papa como rota de escape de sua residência para a fortaleza do castelo em caso de perigo.
Na Idade Média, o rione não tinha uma população expressiva, com casas esparsas, algumas igrejas e muitas hortas. Havia diversos fornos de tijolo para cozinhar o barro abundante no Vaticano e no Janículo. Um pequeno porto, chamado "Porto Leonino", foi mais tarde utilizado para entregar os blocos de travertino necessários para construir a nova basílica de São Pedro, ficava ao sul do castelo.
Os peregrinos a caminho da basílica e vindo da margem esquerda através da Ponte de Santo Ângelo, depois de passarem por um portão (chamado mais tarde de Porta Castello), podiam caminhar através do "borgo dos Saxões" (moderno borgo Santo Spirito) ou através da "Portica" (chamada atualmente de ''Porticus Sancti Petri) enquanto ela estava de pé. Os que vinham do Trastevere pelo caminho que depois iria ser chamado de Via della Lungara usavam a "posterula Saxonum" (moderna Porta Santo Spirito) e, finalmente, os peregrinos que vinham do norte (monte Mario) seguindo a Via Francigena, entravam pela Porta San Pellegrino (chamada também de Viridaria, por que ficava perto dos Jardins do Vaticano).
Durante o papado de Avinhão, o Borgo, assim como toda a cidade de Roma, sofreu um grande declínio. A Portica ruiu e, em seu lugar foi construída a rua do borgo Vecchio, chamado também de Carriera Martyrum por causa dos mártires que passavam por ali em direção da morte no Circo de Nero. A partir daí, as únicas formas possíveis para se chegar à Basílica de São Pedro vindo da margem esquerda era pelo borgo Santo Spirito ou pelo borgo Vecchio.

### Renascimento
A recuperação começou com o fim do Cisma do Ocidente e o começo do Renascimento. Na época, o centro de gravidade de Roma já havia começado a mudar, saindo da região à volta do Capitólio, onde a Roma medieval havia se desenvolvido, para a planície do Campo de Marte. Na mesma época, os papas finalmente abandonaram o complexo de Latrão em prol do Vaticano, que agora era o centro do poder católico na cidade. As grande quantidade de obras civis e sobretudo a construção da Basílica de São Pedro, o símbolo máximo desta mudança, atraiu muitos artesãos e artistas para o Borgo e o renovado fluxo de peregrinos alimentou o comércio na região.
Sob o papa Nicolau V, Bernardo Rossellino planejou três ruas divergentes com arcadas chegando até São Pedro, mas a morte do papa interrompeu o projeto. O papa Sisto IV abriu uma nova via, paralela ao Passetto, chamada Via Sistina e mais tarde rebatizada de borgo Sant'Angelo.
Edifícios magníficos foram construídos no início do século XVI pelos altos prelados e aristocratas romanos, incluindo o Palazzo Branconio dell'Aquila, projetado por Rafael; o Palazzo Caprini, de Donato Bramante (uma casa que Rafael escolheu e que mais tarde tornar-se-ia parte do Palazzo dei Convertendi); Palazzo Castellesi, construído para o cardeal Adriano Castellesi e atribuído a Andrea Bregno ou Bramante, uma cópia em escala menor do Palazzo della Cancelleria; e Palazzo dei Penitenzieri, talvez de Baccio Pontelli. Estes três últimos estão de frente para uma pequena praça, Piazza del Cardinale di S. Clemente (mais tarde, Piazza  Scossacavalli), que é hoje a praça mais importante no Borgo. Além disso, ricos burgueses, como Febo Brigotti e Jacopo da Brescia, médicos respectivamente de Paulo III e Leão X, construíram seus palácios no Borgo.
A Cidade Leonina na época era famosa em Roma por suas stufe. Estes edifícios, de tradição germânica, eram uma mistura de uma terma romana e uma moderna sauna e frequentados por artistas, que podiam esboçar seus nus livremente nestes locais (o próprio Rafael tinha uma estufa perto de seu palácio no Borgo).

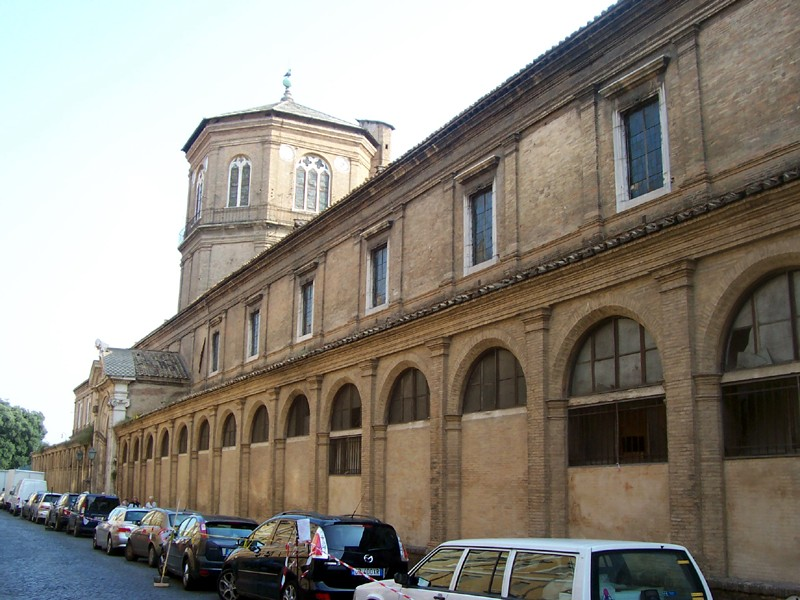
Complexo do Hospital do Santo Spirito, um dos maiores e mais antigos hospitais de Roma e cuja origem está na antiga Schola Saxorum.

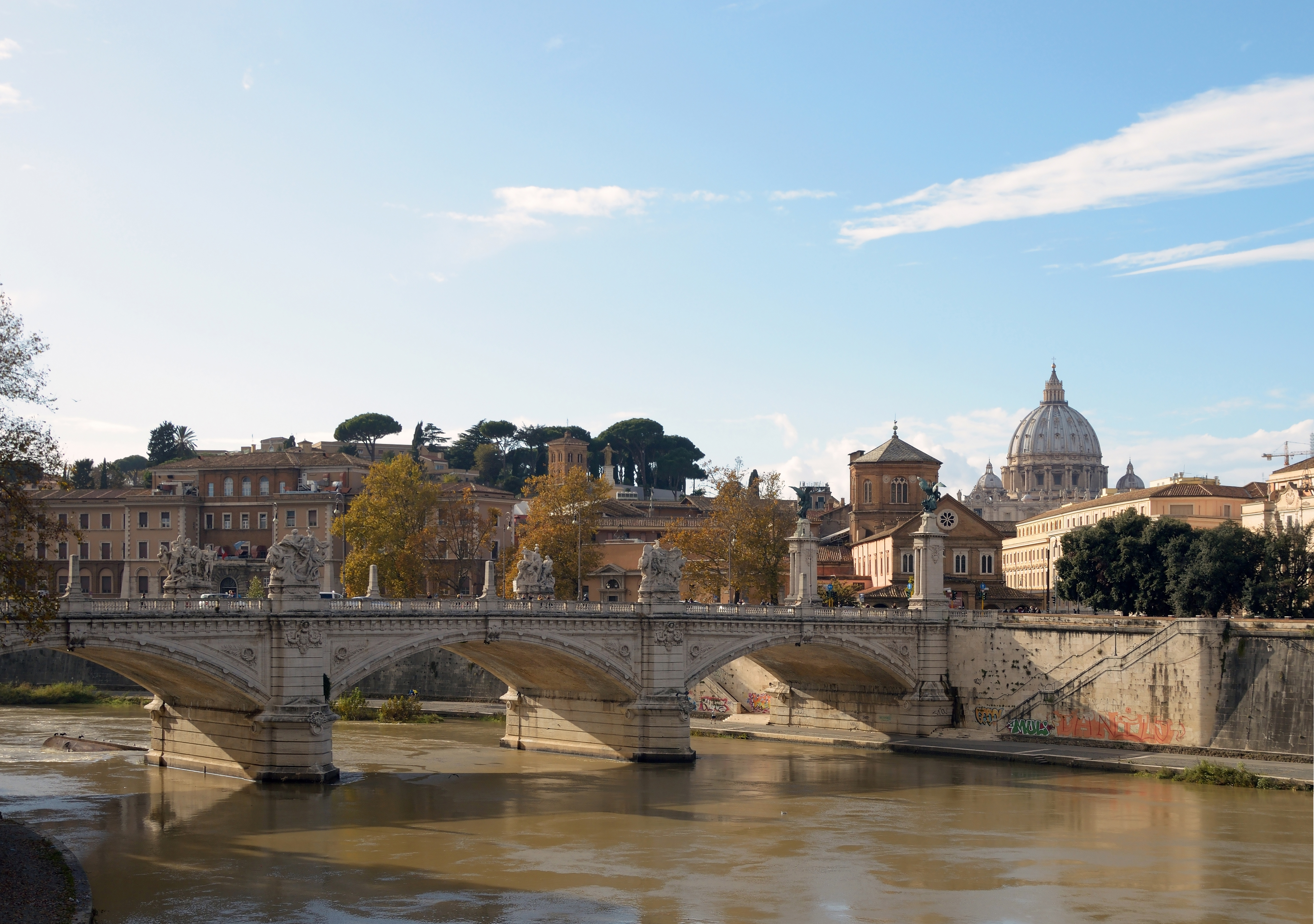
Ponte Vittorio Emanuele II, construída para ligar o Corso Vittorio Emanuele II ao Borgo. À direita, o fundo de Santo Spirito in Sassia e, no fundo, a gigantesca cúpula da Basílica de São Pedro.

Para resolver o problema do tráfego, cada vez mais agudo, uma nova rua, a Via Alexandrina (ou Via Recta), chamada depois de borgo Nuovo, foi inaugurada no Jubileu de 1500 pelo papa Alexandre VI Bórgia. Depois da inauguração do Borgo Nuovo ao norte do já existente borgo Vecchio, a fileira de casas entre estas duas vias passou a ser chamada de "Spina" (por causa da similaridade com a spina que divide um circo romano). No meio dela ficava uma pequena praça, Piazza Scossacavalli.
Um tema recorrente das diversas tentativas de planejamento urbano em Roma eram os projetos contemplando a demolição da Spina: começando com o de Carlo Fontana, no final do século XVII, e terminando em 1936, quando, por ordem de Benito Mussolini e do papa Pio XI, a tarefa foi finalmente realizada.
A idade de ouro do Borgo alcançou seu apogeu durante o pontificado de dois papas florentinos, Leão X e Clemente VII, ambos da família Médici. Na época deste último, o rione tinha uma população de 4 926, quase todos solteiros e não-romanos. Nove dos vinte e cinco cardeais eram da Cúria, cada um com uma corte de centenas de pessoas, viviam ali. Os mais importantes artistas (como Rafael) também compraram ou construíram suas casas no Borgo. A única presença feminina importante era a das chamadas cortigiane, amantes de prelados e nobres ricos. As mais famosas foram Fiammetta, amante de César Bórgia, Júlia Campana, Penélope e, alguns anos depois, Túlia d'Aragona. A casa de Fiammetta ainda pode ser vista na Via de' Coronari, no rione Ponte.
Toda esta atividade terminou de forma abrupta em 6 de maio de 1527, quando soldados de Carlos V invadiram a Cidade Leonina e atacaram impiedosamente, dando início a um saque de Roma. Clemente VII escapou por pouco, correndo pelo Passetto ainda em seus trajes de dormir e se trancando no Castelo de Santo Ângelo enquanto quase todos os seus guardas suíços, com exceção dos que defendiam sua fuga, foram mortos perto do Obelisco do Vaticano.
Apesar deste desastre, o Borgo conseguiu se recuperar rapidamente. Paulo III restaurou a muralha, construiu três novos reparos e terminou a Porta Santo Spirito, obra de Antonio da Sangallo, o Jovem. O rione continuou crescendo tanto que, em 1565, o papa Pio IV começou a construção de três novas vias, todas ao norte do Passetto, chamadas respectivamente de borgo Pio (em homenagem a si próprio), borgo Vittorio (uma referência à vitória em Lepanto) e borgo Angelico (uma referência ao seu nome antes de ser eleito, Ângelo). Para incentivar o assentamento de mais gente, o papa concedeu privilégios fiscais aos romanos que construíssem suas casas ali. Novas muralhas e um novo portão monumental (Porta Angélica) foram construídos para proteger o novo bairro, que, novamente em homenagem ao papa, foi chamado de Civitas Pia ("cidade Pia"). Pio IV também demoliu diversas igrejas e mosteiros antigos, incluindo a antiga igreja Santa Maria in Traspontina (em 1564), que ficava imediatamente ao lado do Castelo de Santo Ângelo ("depois da ponte" ou traspontina). Uma nova igreja, com o mesmo nome, foi inaugurada em 1587 no meio do borgo Nuovo.

### Rione XIV de Roma

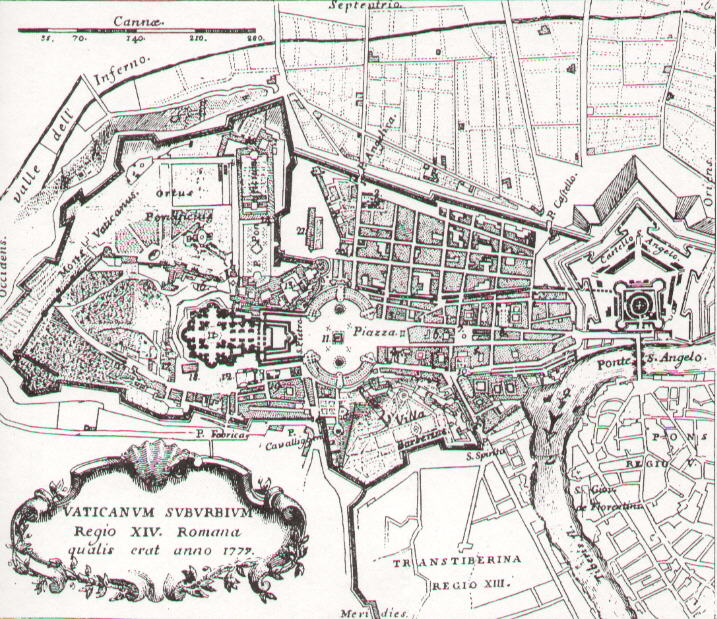
Borgo em 1779. As sete ruas que irradiam do Castelo de Santo Ângelo (à direita), são, cima para baixo: borgo Angelico, borgo Vittorio, borgo Pio, borgo Sant'Angelo, borgo Nuovo, borgo Vecchio e borgo Santo Spirito. Entre o borgo Nuovo e o borgo Vecchio está a famosa Spina e sua Piazza Scossacavalli, demolida em 1936 para abrir espaço para a nova via della Conciliazione.

Em 9 de dezembro de 1586, o mesmo ano em que Domenico Fontana ergueu o Obelisco do Vaticano na Praça de São Pedro, o papa Sisto V declarou o Borgo como décimo-quarto rione de Roma. Seu brasão mostra um leão (uma referência à Cidade Leonina, que fica no rione) em frente de um monte com três cumes e uma estrela, símbolos que, juntamente com o leão empinado, fazem parte do brasão de Sisto V. No começo do século XVII, o papa Paulo V restaurou a Água Trajana, um antigo aqueduto romano, e construiu diversas fontes no rione, entre elas uma projetada por Carlo Maderno na Piazza Scossacavalli, movida para a fachada de Sant'Andrea della Valle depois que a praça foi demolida juntamente com a Spina em 1936.
O papa Alexandre VII, depois de completar a bela colunata projetada por Bernini (construída entre 1656 e 1665) ordenou a demolição do primeiro quarteirão à frente dela. Ele era conhecido como "Isola del Priorato", por causa do Priorado de Malta, dos Cavaleiros de São João Hospitalário. No local foi construída a Piazza Rusticucci, uma espécie de vestíbulo para a Praça de São Pedro. Entre outros edifícios perdidos estava o Palazzo Branconio.
No século XVIII e início do século XIX, o Borgo manteve suas características. Os habitantes mais ricos deixaram o rione por lugares mais novos no Campo de Marte e o Borgo passou a ser habitado por gente simples (artesãos e empregados do Vaticano), muito devotos, e clérigos que apreciavam a vizinhança da Santa Sé.
Muitos vendedores de artigos religiosos, conhecidos como paternostrari ou coronari ("criadores de rosários") tinham suas lojas no local. No limite do rione, na Vicolo degli ombrellari, uma viela perto de borgo Pio, estavam as lojas dos fabricantes de guarda-chuvas, que se juntaram ali por causa do cheiro ruim que exalava a seda untada de óleo. Em borgo Vecchio funcionavam diversas pequenas metalúrgicas que criavam os pequenos objetos de bronze para serem vendidos. Uma característica particular era a fabricação de sinos: a última delas, no Vicolo del Farinone, fechou apenas em 1995, encerrando uma atividade que durou aproximadamente 450 anos. No Borgo ficavam também muitas osterias famosas, onde romanos e peregrinos podiam comer e beber vinho. Os peregrinos podiam reconhecer uma hostaria por causa da placa colorida pendente pendurada na porta. As mais famosas durante o período renascentista eram "all'elmo", "al sole" (cuja proprietária era Vannozza dei Cattanei, amante do papa Alexandre VI), "all'angelo", "del bordone" e "della donzella". No século XIX, as mais famosas eram "della vecchietta", "alla rosetta", "alla fontanella", al lepretto", "della sirena" e "del moccio".
Outra profissão peculiar dos homens do Borgo era a de carrasco ("boia"). Um carrasco não podia viver na margem esquerda e nem ir até lá ("Boia nun passa Ponte" era um famoso ditado popular). Tinham que ficar na Cidade Leonina. O mais famoso dele foi Giovanni Battista Bugatti, dito "Mastro Titta", que executou sua última sentença em 1864, a 516ª. Sua casa, conhecida hoje Casa del Boia, ficava no borgo Nuovo.
O mais importante evento anual do rione era a espetacular procissão de Corpus Domini, que começava e terminava na Basílica de São Pedro e era liderada pessoalmente pelo papa com seu cardeal-decano, uma ocasião na qual os edifícios do rione eram decorados com bandeiras e estandartes.
As coisas começaram a mudar novamente para o Borgo durante a ocupação francesa de Napoleão. O prefeito de Roma, Camille de Tournon, começou a demolir a Spina, mas o projeto teve que ser interrompido logo depois por causa da falta de recursos.
Durante o Risorgimento, o Borgo, juntamente com o Trastevere e Monti, foi um dos riones de Roma onde a população apoiava com grande entusiasmo a luta pela independência da Itália. Quando, logo depois de 20 de setembro de 1870, os italianos ofereceram ao papa soberania plena sobre a Cidade Leonina e seus habitantes, houve violentas demonstrações no Borgo. A oferta foi, contudo, recusada pelo papa Pio IX, que preferiu se declarar "prisioneiro do estado italiano e se fechou no complexo do Vaticano.
Daí em diante, a muralha de Pio IV, que cercavam o rione para o norte, foi demolida, assim como a Porta Angélica, para facilitar a comunicação com o novo rione de Prati. Entre 1886 e 1911, uma nova ponte, Ponte Vittorio Emanuele II, um pouco acima das ruínas da Ponte de Nero, ligou a nova Corso Vittorio Emanuele II com o Borgo.

### 1936-1950: demolição daSpina

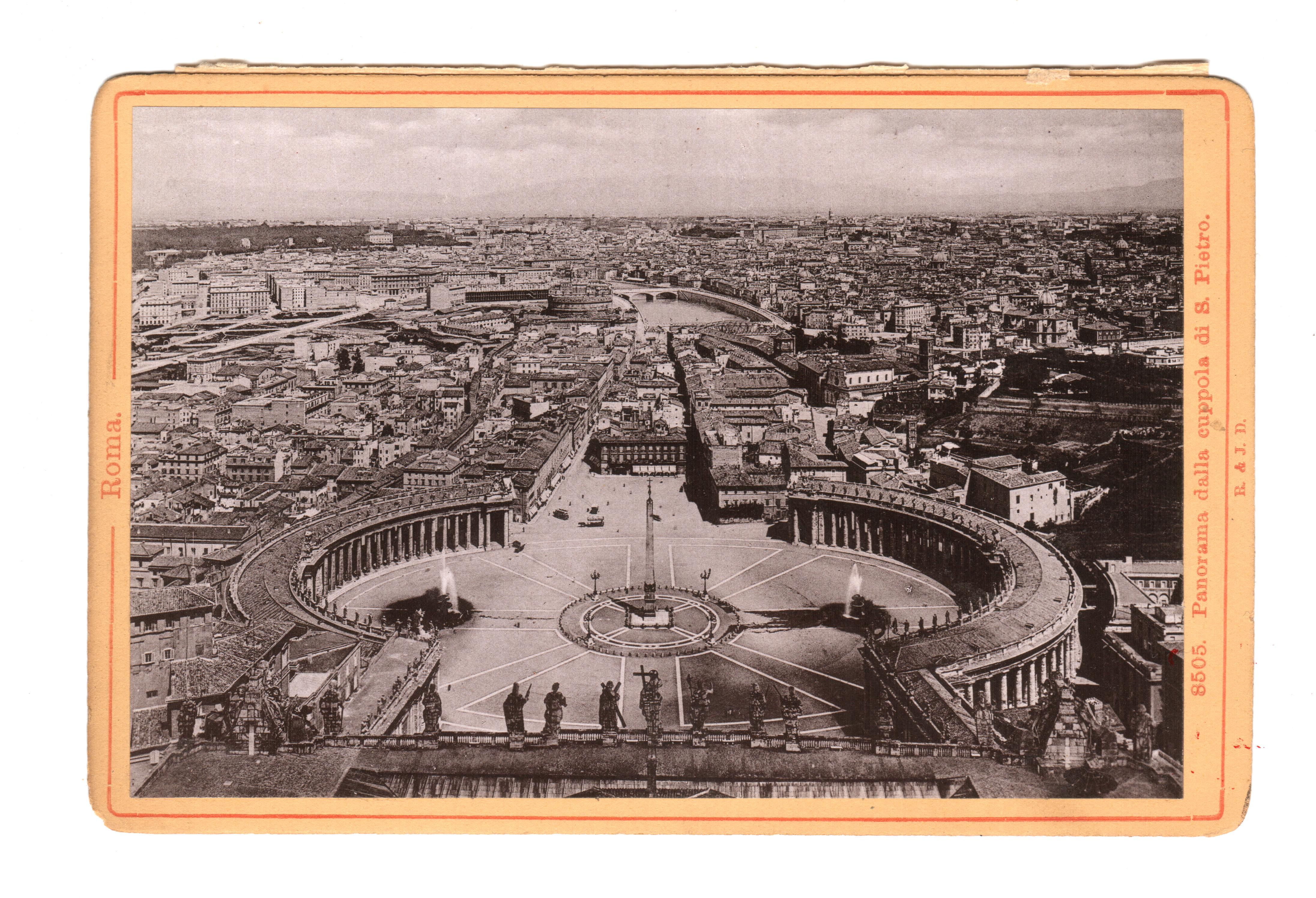
Nesta vista, do alto da cúpula da Basílica de São Pedro, a Spina, demolida em 1936 para a construção da Via della Conciliazione é claramente visível. Inúmeros edifícios históricos, incluindo palácios e igrejas foram destruídos nesta época.

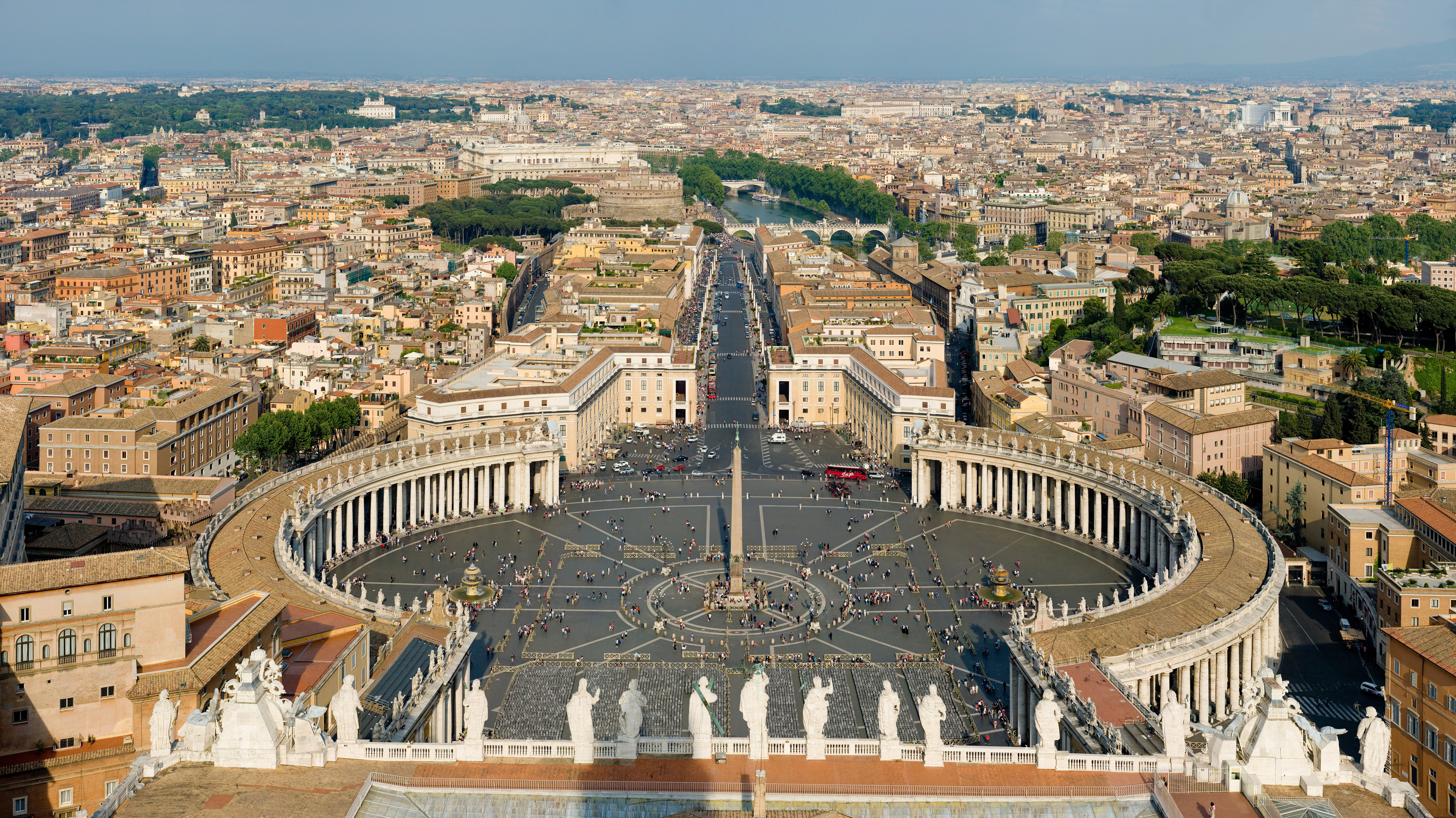
A mesma vista hoje.

A situação mudou para sempre em 1936. Naquele ano, o projeto de demolição da Spina, dos arquitetos romanos Marcello Piacentini e Attilio Spaccarelli, foi aprovado pro Mussolini e Pio XI e colocado em execução. Um acordo entre os dois líderes tornou-se possível por causa do novo clima de colaboração entre o Governo da Itália e a Igreja Católica que se seguiu à assinatura dos Tratados de Latrão ("La Conciliazione") em 1929. Em 23 de outubro de 1936, o dia seguinte ao aniversário da Marcha sobre Roma, o duce pessoalmente, do alto de um telhado, deu o primeiro golpe com uma picareta. Em 8 de outubro de 1937, menos de um ano depois, a Spina não existia mais e a Basílica de São Pedro passou a ser visível a partir do Castelo de Santo Ângelo.
Por causa da Segunda Guerra Mundial, a obra foi interrompida. Depois dela, o clima cultural e política havia mudado e tanto o governo quanto o Vaticano decidiram finalizar o projeto. Dois propileus foram construídos em frente da Praça de São Pedro (na qual, do lado sul, estava uma antiga igreja, San Lorenzo in Piscibus) e dois outros no começo da nova rua, que foi completada a tempo para o Jubileu de 1950 com a colocação de duas fileiras de obeliscos (que os romanos rapidamente passaram a chamar de "supositórios").
O resultado foi que quase todas as casas do rione ao sul do Passetto foram demolidas e uma nova grande avenida apareceu: a Via della Conciliazione, uma homenagem aos acordos de 1929. Uns poucos grandes edifícios, como Santa Maria in Traspontina, Palazzo Torlonia e Palazzo dei Penitenzieri, foram poupados por se alinharem mais ou menos ao eixo da nova avenida.
Todas as demais foram demolidas e reconstruídas com suas fachadas em ruas diferentes (como o Palazzo dei Convertendi, reconstruído na Via della Conciliazione e as casas de Febo Brigotti e Jacopo da Brescia, cujas fachadas foram remontadas na nova Via dei Corridori) ou, como as pequenas igrejas de San Giacomo a Scossacavalli e Sant'Angelo ai Corridori, construídas respectivamente na Piazza Scossacavalli e ao longo do Passetto, simplesmente demolidas e jamais reconstruídas.
Com exceção de uns poucos desenhos, nenhum esforço científico para documentar o antigo quarteirão demolido. Muitos dos seus habitantes, cujas famílias viveram e trabalharam no Borgo por séculos, foram deportados para zonas suburbanas na Campânia, como Acília, principalmente por que não foram construídos novos prédios de apartamentos, apenas escritórios para uso do Vaticano.
O consenso atual sobre a controversa demolição, parece ser unicamente negativo. Na realidade, além da destruição de muitos antigos edifícios e, acima de tudo, a questão social subjacente, o que foi perdido para sempre foi a "surpresa", um aspecto arquitetural tipicamente barroco, quando, no final das estreitas e escuras do Borgo, a enorme praça e a Basílica aparecem subitamente. Atualmente, a basílica aparece à distância, achatada, como um cartão-postal, e o senso de perspectiva se perdeu.
Nesta mesma onda de demolição na década de 1930, a região noroeste do rione (Via di Porta Angelica e a Via del Mascherino) foi duramente afetada para definir melhor a fronteira Itália-Vaticano.

### Hoje
Desde 1950, os borghiciani, nome pelo qual os nativos do Borgo são conhecidos no dialeto de Roma, vivem ao norte do Passetto, onde o quarteirão manteve, até recentemente, sua característica popular. Diversos altos prelados também vivem lá, inclusive Joseph Aloisius Ratzinger, que viveu no borgo Pio por vinte anos até ser eleito papa Bento XVI. Na época da eleição, uma faixa foi pendurada na fachada de Santa Maria in Traspontina com os dizeres, em dialeto de Roma, "Auguri ar Papa borghiciano, nostro parrocchiano" ("Saudações do Borgo ao papa, nosso paroquiano").
O lado sul do Passetto abriga apenas alguns escritórios (pertencendo principalmente ao Vaticano), um auditório e o enorme complexo do Hospital do Santo Spirito.

## Vias e monumentos
- Ager Vaticanus
- Borgo Angelico
- Borgo Pio
- Borgo Sant'Angelo
- Borgo Vittorio
- Galleria Pasa
- Lungotevere Castello
- Lungotevere in Sassia
- Lungotevere Vaticano
- Muralha Leonina
- Passetto di Borgo
- Porta Santo Spirito
- Ponte Sant'Angelo
- Ponte Vittorio Emanuele II
- Ponte Principe Amedeo Savoia Aosta
- Via della Conciliazione

Destruídos
- Borgo Vecchio
- Borgo Nuovo
- Piazza Scossacavalli
- Porta Angélica
- Porta Castello
- Porta Cavalleggeri
- Porta San Pellegrino
- Spina di Borgo

### Antiguidades romanas
- Mausoléu de Adriano  (Castel Sant'Angelo)

## Edifícios

### Palácios,villase castelos
- Casa del Boia
- Casa di Febo Brigotti
- Castel Sant'Angelo, o antigo Mausoléu de Adriano.
- Palazzo dell'Azione Cattolica
- Palazzo Cesi Armellini
- Palazzo delle Congregazioni (ou Palazzi dei Propilei)
- Palazzo del Commendatore
- Palazzo Giraud Torlonia
- Palazzo Latmiral
- Palácio do Santo Ofício
- Palazzo San Pio X
- Palazzo dei Penitenzieri
- Palazzo Serristori
- Villa Barberini al Gianicolo

Edifícios destruídos e reconstruídos
- Palazzo Alicorni
- Palazzo dei Convertendi
- Palazzo Jacopo da Brescia
- Palazzo Rusticucci-Accoramboni

Edifícios destruídos
- Palazzo Branconio dell'Aquila
- Palazzo Caprini
- Villa Cesi
- Villa Gabrielli al Gianicolo

### Outros edifícios
- Agostinianum
- Arcispedale di Santo Spirito
- Auditorium della Conciliazione
- Casa Generalizia dei Gesuiti
- Curia Generalizia deglia Agostiniani
- Escola Pontifícia Pio IX
- Libera Università Maria Santissima Assunta (LUMSA)
- Museo Storico Nazionale dell'Arte Sanitaria
- Ospedale di Santo Spirito in Sassia
- Pontifícia Universidade Urbaniana (Collegio Urbano)
- Pontifício Colégio Norte Americano
- Residenza Paolo VI

### Igrejas
- Oratorio della Dottrina Cristiana
- San Francesco Borgia dei Gesuiti
- San Lorenzo in Piscibus
- Santa Maria Annunziata in Borgo
- Santa Maria in Traspontina
- Santi Martino e Sebastiano degli Svizzeri
- Santi Michele e Magno
- Santa Monica degli Agostiniani
- San Pietro in Borgo
- San Salvatore in Ossibus
- Santo Spirito in Sassia
- Cappella delle Vaschette
- Santo Volto delle Benedettine Reparatrici

Igrejas desconsagradas
- Sacro Cuore di Gesù della Scuola Pontificia Pio IX

Igrejas demolidas
- Sant'Angelo al Corridoio (Sant'Angelo in Borgo)
- San Filippo Neri in Borgo
- San Giacomo Scossacavalli
- Santa Maria delle Grazie a Porta Angelica
- Santa Maria Mater Salutis
- Santa Maria della Purità in Borgo
- Santa Maria del Rosario nel Castello
- Santa Tecla